# MySims Kingdom
MySims Kingdom es un videojuego desarrollado por EA Redwood Shores y publicado por Electronic Arts como un spin-off de la franquicia Los Sims de Maxis para Nintendo DS y Wii en 2008. MySims Kingdom es una continuación de MySims, que se lanzó en 2007 y fue seguido por MySims Party, MySims Racing, MySims Agents y MySims SkyHeroes.

## Gameplay

### Versión de wii
La versión de Wii de MySims Kingdom se aparta de la franquicia de Los Sims y comienza con un personaje que vive en un reino en ruinas con un rey desesperado por devolverle la felicidad. Los Wandoliers del reino, Sims equipados con varitas que trabajaron para mantener el reino en orden, hace tiempo que se retiraron o se mudaron y depende del jugador convertirse en el nuevo Wandolier y restaurar el orden. El trabajo del jugador es reconstruir, o remodelar, casas y otras estructuras para los personajes usando los pergaminos que les dieron los isleños, y completar las tareas que le asignan los isleños. Los jugadores deben recolectar esencias para desbloquear estos pergaminos y obtener nuevos elementos de ellos, y recolectar "maná" que se usa para crear muebles y estructuras y, a cambio, el jugador recibe esencias, pergaminos, King Points (ocasionalmente) y atuendos para su Sim. A medida que aumenta la felicidad del reino, se desbloquean nuevas islas. Para desbloquear más lugares, el jugador hace mandados hasta que acumula suficientes "King Points". Se entrega un segundo conjunto de misiones antes de llegar al final del juego y obtener un premio especial.
Una vez que el jugador ha acumulado suficientes puntos para haber alcanzado el nivel 5 de King Points, desbloquea la isla de recompensa (Reward Island) , que es una isla en la parte superior izquierda del mapa para que el jugador la construya a su gusto. En Reward Island, el jugador tiene la capacidad de colocar figuritas, esencias y flores que se han recolectado a lo largo del juego, así como molinos de viento para alimentar artilugios. Al alcanzar el nivel 5 de King Points, el jugador también puede ver los créditos cuando lo desee.
Los jugadores también pueden interactuar con los ciudadanos haciendo ciertas cosas con ellos, como hacer un pícnic. También pueden personalizar personajes utilizando los atuendos obtenidos como recompensa por realizar ciertas tareas. Algunos elementos del juego son interactivos, como televisores, estufas, computadoras, videojuegos, etc. A diferencia de otros juegos de la franquicia Los Sims, el Sim del jugador no tiene necesidades ni deseos, aunque comer y dormir es opcional.
En la versión de Nintendo Wii de MySims Kingdom, el Nunchuk se usa para el movimiento directo y el Wiimote se usa para mover y construir objetos. Los jugadores también pueden usar el Wii Remote para ir a pescar en el lugar de pesca ubicado alrededor de cada isla. El sacudir el control remoto de Wii es usado para talar árboles o para ir a la minería para obtener diferentes esencias. Ocasionalmente, los isleños le pedirán al jugador que explore el Reino recolectando ciertas cosas como peces, figuritas y armaduras.

### Nintendo DS
En la versión para Nintendo DS de MySims Kingdom, el jugador llega a una isla con una persona misteriosa que hace desaparecer árboles y casas. El trabajo del jugador es detener a este hombre y viajar por todo el Reino de Nintendo DS para hacer esto. Esta versión de MySims Kingdom incluye personajes de otros juegos de MySims y algunos exclusivos de MySims Kingdom.

## Recepción
MySims Kingdom fue nominado como Mejor juego de simulación para Wii por IGN en sus premios de videojuegos de 2008. El sitio web del agregador de reseñas Metacritic le dio a la versión de Nintendo Wii una puntuación de 76 sobre 100 y a la versión de Nintendo DS una puntuación de 58 sobre 100.